# Enryū-jinja
Enryū-jinja (塩流神社) är en shinto-helgedom i Kumagane, Sendai, Miyagi prefektur. Sedan Edoperioden har byn Kumaganes skyddskami dyrkats här, och under Meijiperioden blev helgeomen klassificerad som sonsha. Officiellt stavas dess namn "鹽流神社".

## Läge
Helgedomen ligger halvvägs upp för berget Akazawayama, norr om Kumagane. För att nå den går man igenom en torii vänd mot söder vid bergets fot, och följer sedan en stentrappa upp. Vid ingången till platån vid trappans slut finns en enkel nagatoko. Efter att ha gått igenom den finner man helgedomens honden längre in på platån. En bit till höger finns även ett klocktorn.

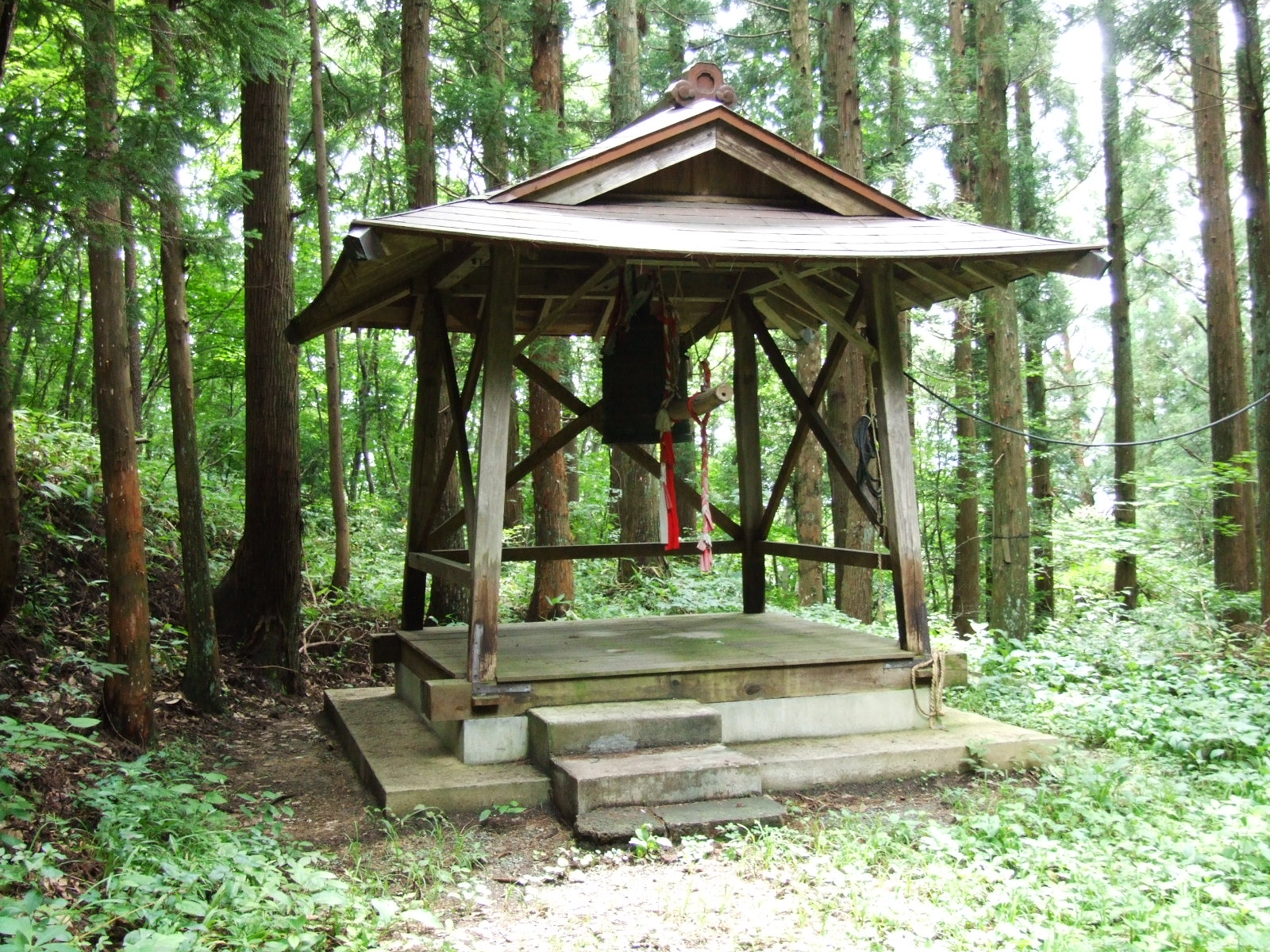
Klocktornet
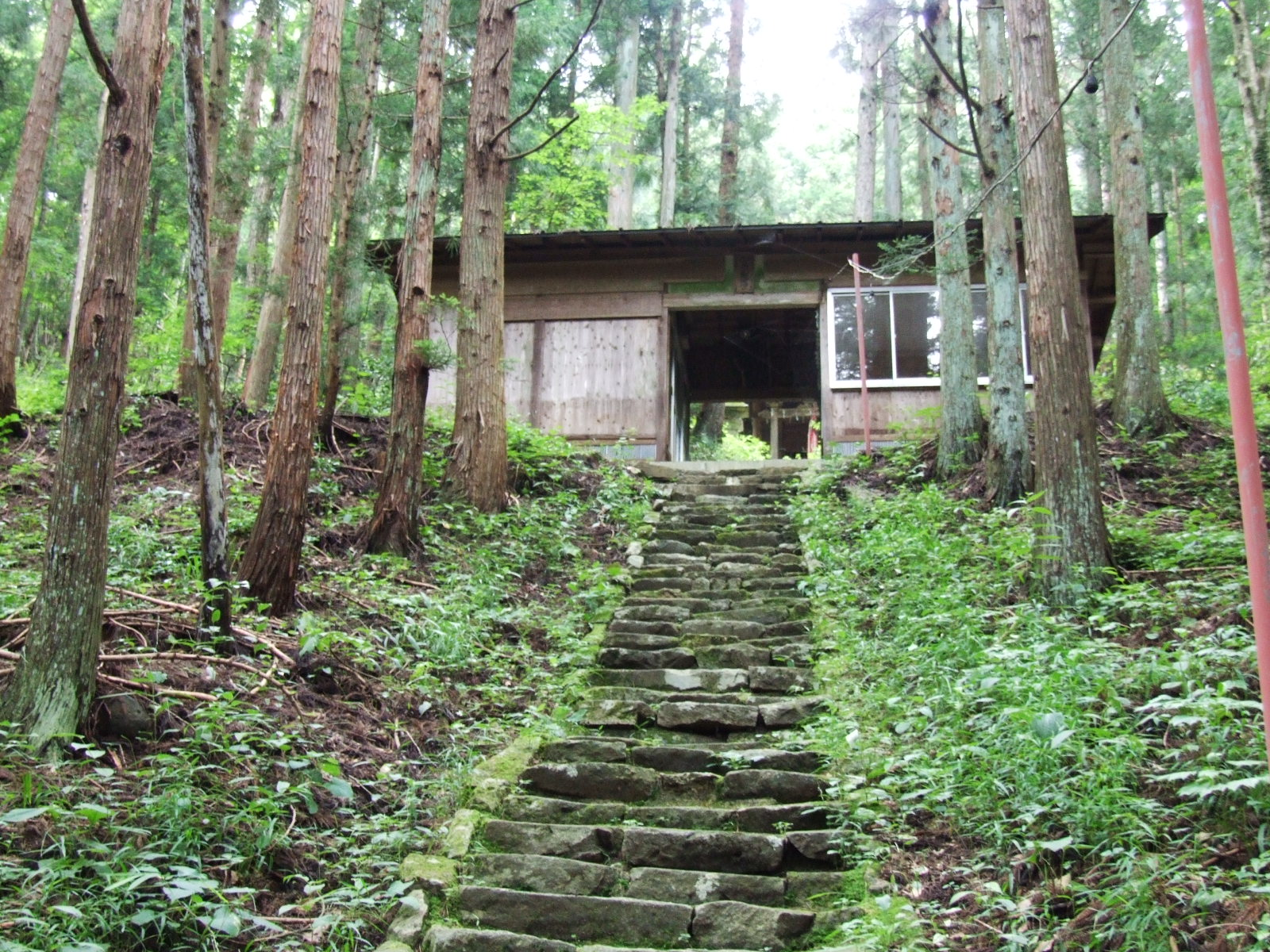
Trappa och nagatoko
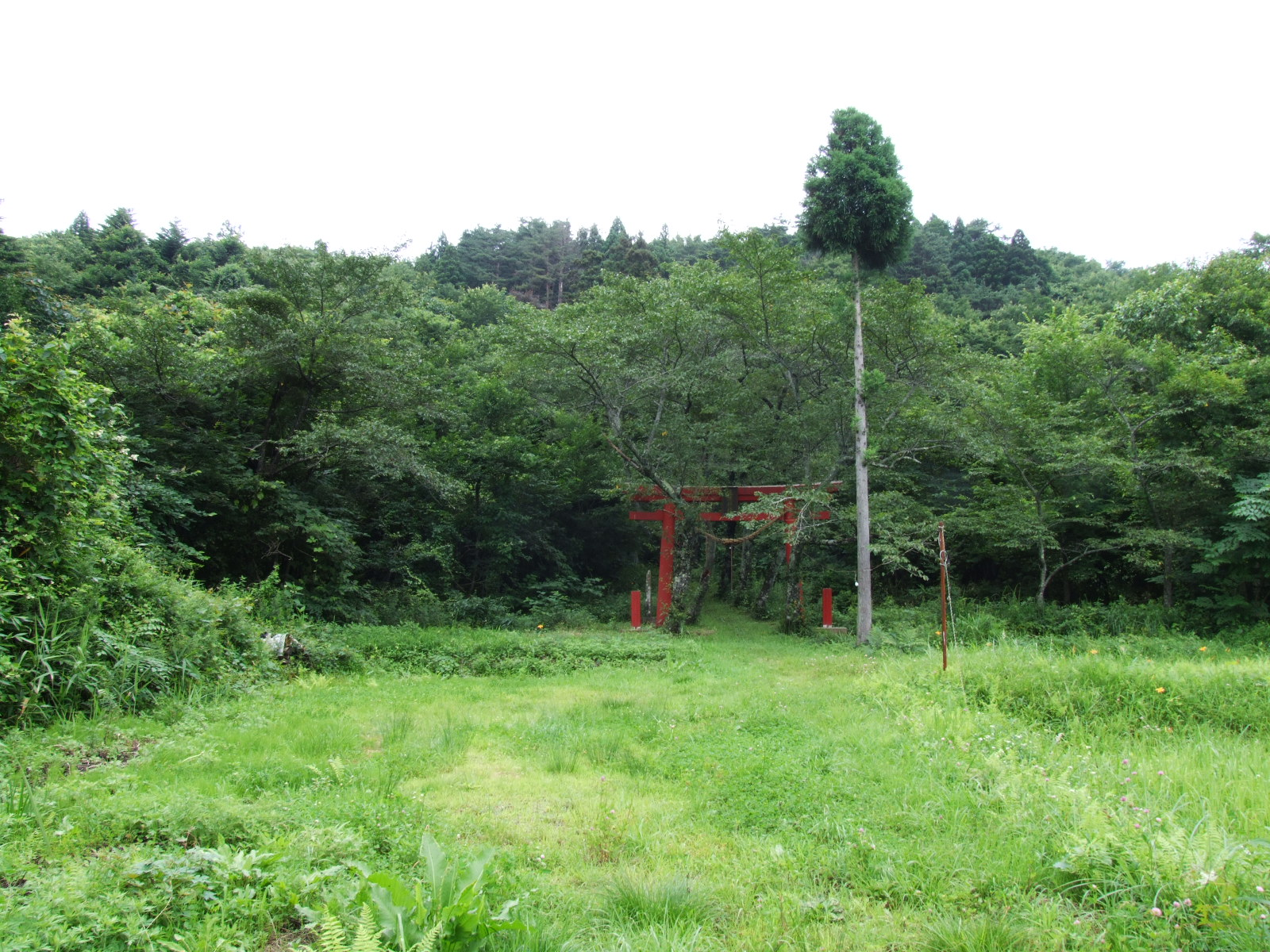
Torii

## Historia
Helgedomen grundades före Edoperioden och dess historia kan sträcka sig tillbaka till medeltiden, men detta är inte klarlagt. I verket "Anei Fudoki", skrivet år 1774, nämns helgedomen "Enryūzan-myōjinja" som en plats där Kumaganes skyddskami dyrkades. Detta anses vara samma som Enryū-jinja. Enligt detta verk ska även Enryū-jinjas kami vara äldre syster till Shiogama-myōjin (Shiogama-jinjas kami). Helgedomen beskrivs som söder-vänd och fyra shaku (ca 1.2m) stor. Toriin var också vänd mot söder, likväl som nagatokon vilken hade måtten 5x1,5 ken (ca 9x2.4m. Vid den här tiden förvaltades helgedomen av ett närliggande buddhisttempel kallat Enryūzan-wakōin.
På grund av shinbutsu-bunri (uppdelningen av Shinto och Buddhism) som ägde rum i början av Meiji-perioden blev Enryūzan-jinja självständigt från templet, vilket därefter förföll. Den 10 juli 1875 blev helgedomen klassificerad som sonsha (byhelgedom). Eftersom Kumagane blev inkorprerat i byn Hirosemura som en del av kommunreformen så avskaffades helgedomen år 1919, och dess kami blev istället samdyrkad i Suwa-jinja i Kamiayashi. Detta var ett försök att ena helgedomarna i Hirosemura, grundat på inrikesministeriets jinja-gōshi politik (sammanslagning av helgedomar). Men Enryū-jinja fortsatte att användas även efter detta, och är fortfarande i bruk.
Helgedomen drabbades av en eldsvårda den 10 mars 1932, och stod återuppbyggd den 28 juni tre år senare. Enryū-jinja brann ner ännu en gång år 1954, och fick därefter inrymmas i en temporär byggnad. 1975 restaurerades dess honden, nagatoko, klocktorn och torii.